# Michael Claxton
Michael Brandon Claxton (* 10. Dezember 1976) ist ein US-amerikanischer Basketballtrainer und ehemaliger -spieler.

## Laufbahn

### Spieler
Der aus dem Ort Chester im US-Bundesstaat Montana stammende Claxton spielte bis 1995 an der Chester High School. Anschließend gehörte er der Mannschaft der Montana Technological University, dann der Montana State University Billings und bis 2001 der Montana State University-Northern an. Anschließend schlug er eine Profikarriere ein. Der erste Halt des Aufbau- und Flügelspielers war im Spieljahr 2001/02 der deutsche Regionalligist TuS Iserlohn. In der Saison 2002/03 stand er zunächst im Kader des Zweitligavereins TV Langen, ehe er sich im Laufe der Spielzeit der BG Zehlendorf aus der Regionalliga anschloss. In der Saison 2003/04 spielte Claxton zunächst für den Regionalligisten Krefeld Panthers, im Dezember 2003 wurde er von Trainer Pat Elzie zum SC Rist Wedel geholt und verhalf den Norddeutschen mit einem Punkteschnitt von 27,2 pro Begegnung zum Klassenerhalt in der Regionalliga. Auch zu Beginn der Folgespielzeit war er in Wedel aktiv, ehe es zur Trennung kam und Claxton zu einem anderen Regionalligisten, MTV Stuttgart, wechselte.
Im Jahr 2005 lief Claxton in seinem Heimatland für Tacoma Thunder in der International Basketball League (IBL) auf, ehe er den UBC Hannover in der deutschen Oberliga verstärkte. In elf Partien für die Niedersachsen erzielte er einen Mittelwert von 25,4 Punkten je Partie und gewann mit dem UBC den Meistertitel. Im Anschluss an die Saison 2005/06 kehrte er in die Vereinigten Staaten zurück und stand neben seiner Tätigkeit an der Seattle Academy noch bis 2009 in der IBL für verschiedene Mannschaften aus der Stadt Tacoma auf dem Feld. 2016 und 2017 wurde Claxton mit der Seniorenmannschaft des SC Rist Wedel deutscher Meister in der Wettkampfklasse Ü35.

### Trainer
Von 2006 bis 2014 war Claxton an der Seattle Academy Sportlehrer und Trainer der Jungen-Basketballmannschaft. Mit dieser Mannschaft ging er in der Emerald City League (ECL) ins Rennen. In der Saison 2010/11 wurde Claxton als Trainer des Jahres der ECL ausgezeichnet. Zusätzlich war er während der Sommermonate als Trainer im Rahmen der Liga „Jamal Crawford Pro AM“ tätig. Im Sommer 2014 nahm er die Arbeit als Cheftrainer des SC Rist Wedel in der deutschen 2. Bundesliga ProB auf. In seinem ersten Amtsjahr führte er Wedel auf den zweiten Rang der Hauptrunde der ProB Nord sowie in den anschließenden Playoffs ins ProB-Endspiel. Dort unterlag die Mannschaft Oldenburg. Zu seinen Schützlingen während dieser Saison gehörten auch seine Landsleute Brandon Spearman und Diante Watkins. Letzterer wurde als Spieler des Jahres in der ProB ausgezeichnet. Im Juni 2016 wurde Claxton als Spieler mit Wedel deutscher Ü35-Meister. Nach dem Spieljahr 2015/16, in dem Claxton Wedel in der Abstiegsrunde zum Verbleib in der 2. Bundesliga ProB führte, verließ er den Verein und wurde mit Beginn der Saison 2016/17 beim polnischen Erstligisten Turów Zgorzelec Co-Trainer von Mathias Fischer. Nach Fischers Wechsel zum Bundesligisten Tübingen Ende November 2017 wurde Claxton zum Cheftrainer befördert. Er führte die Mannschaft im Frühjahr 2018 zum Einzug in die Meisterrunde der polnischen Liga, nach dem Ende der Saison 2017/18 wurde sein auslaufender Vertrag nicht verlängert.
Ende Juli 2018 wurde er als neuer Cheftrainer des slowakischen Erstligisten BC Prievidza vorgestellt. Kurz vor Weihnachten 2018 wurde Claxton in Prievidza nach vier Niederlagen in Folge entlassen. Insgesamt hatte die Mannschaft unter seiner Leitung seit Beginn der Saison 2018/19 acht Ligaspiele gewonnen und acht verloren. 2020 wurde er im US-Bundesstaat Montana Trainer der Jungenmannschaft der Bozeman Gallatin High School.